# Leányfalu
Leányfalu é uma vila da Hungria, situada no condado de Peste. Tem 33,66 km² de área e sua população em 2019 foi estimada em 3.714 habitantes.